# Aore
Aore (Aoré) ist eine Insel in der Provinz Sanma im pazifischen Inselstaat Vanuatu. Die Insel trägt auch die gleichnamige Siedlung und es wird die eigene Sprache Aore gesprochen.

## Geographie
Aore liegt gegenüber von Luganville auf Espiritu Santo und hat eine Fläche von 58 km²; sie steigt bis auf eine Höhe von 89 m an. Sie bildet einen Ausläufer von Santo, welcher sich in den beiden Inseln Malo und Tutuba nach Süden und Osten weiter fortsetzt. Kleine Felseninseln im Osten und Süden der Insel sind Bokissa, Voïsa, Île Ratoua und Île Wékésa.
Die Insel selbst hat etwa Herzform, wobei die Spitze im Südwesten liegt (Pointe Richard) und die Ostseite durch zwei Buchten (Baie de la Délimitation/Aimbuei Bay und Port Bénier) gegliedert ist. Das Siedlungsgebiet der Insel liegt hauptsächlich an der Ostküste.
Der nordöstlichste Punkt der Insel, Pointe Chapuis liegt gegenüber von Palikulo auf Santo mit dem Million Dollar Point an der Scorff Passage. Nach Süden schließt sich die Landzunge der Pointe Naourata und dann die Südostspitze der Insel mit der Pointe Carloti an.

## Klima
Das Klima von Aore ist feucht-tropisch. Die Jahresniederschlagsmenge liegt bei 3000 mm. Oft wird die Insel durch Zyklone und Erdbeben heimgesucht.

## Tourismus
Auf gibt es zahlreiche touristische Übernachtungsmöglichkeiten und es werden Tauch- und Angel-Angebote gemacht. Die Gegend ist bekannt für besonders viele Wracks, so das Wrack der SS President Coolidge, SS Tucker und der MV Henry Bonneaud.
Daneben wird vor allem Landwirtschaft betrieben.

## Religion
Die Kirche der Siebenten-Tags-Adventisten hat seit Anfang des 20. Jahrhunderts Gemeinden auf der Insel und führt eine ko-edukationale Boarding Secondary School (Internatsschule), Aore Adventist Academy, an der Südküste der Insel.
Die christlich-charismatische Organisation Youth With A Mission (YWAM) unterhält eine Disciple Training Schools (DTS) für junge Erwachsene. Die Kurse laufen über 6 Monate. In der Hälfte dieser Zeit wird Unterricht angeboten, während die zweite Hälfte als outreach (Missionseinsatz) gestaltet ist.
In den zahlreichen Höhlen der Insel leben viele Fledermäuse.